# Valentí Massana
Valentí Massana Garcia (Viladecans, 5 juli 1970) is een voormalige Spaanse atleet, die was gespecialiseerd in het snelwandelen. Hij werd in deze sport wereldkampioen en meervoudig nationaal kampioen. Hij nam tweemaal deel aan de Olympische Spelen en won een bronzen medaille op het onderdeel 50 km snelwandelen.

## Loopbaan
In 1989 behaalde Massana zijn eerste internationale titel met het winnen van de 10.000 m snelwandelen bij het EK junioren in Varaždin. De grootste prestatie van zijn sportcarrière leverde hij op het WK 1993 in Stuttgart. Met een tijd van 1:22.83 won hij het onderdeel 20 km snelwandelen en versloeg hiermee de Italiaan Giovanni De Benedictis (zilver; 1:23.06) en zijn landgenoot Daniel Plaza (brons; 1:23.18). Twee jaar later op het WK 1995 in Göteborg moest hij genoegen nemen met een zilveren plak achter de Italiaan Michele Didoni.
Op de Olympische Spelen van 1996 in Atlanta behaalde Valentí Massana een bronzen medaille op het onderdeel 50 km snelwandelen. Met een tijd van 3:44.19 eindigde hij achter de Pool Robert Korzeniowski (goud; 3:43.30) en de Rus Michail Sjtsjennikov (zilver; 3:43.36). Vier jaar later op de Olympische Spelen van 2000 in Sydney miste hij met een vierde plek net het podium.
Het laatste optreden van Valentí Massana op een groot internationaal toernooi was zijn deelname aan de wereldkampioenschappen van 2001 in Edmonton, waar hij op de 50 km snelwandelen op de zesde plaats eindigde in 3:48.28.

## Titels
- Wereldkampioen 20 km snelwandelen - 1993
- Spaans kampioen 20 km snelwandelen - 1991, 1992, 1993, 1994, 1995, 1997
- Spaans kampioen 50 km snelwandelen - 1993, 1994, 1995, 1996
- Spaans indoorkampioen 5000 m snelwandelen - 1991, 1993
- Europees jeugdkampioen 10.000 m snelwandelen - 1989

## Persoonlijke records
Baan
| Onderdeel             | Prestatie | Datum             | Plaats    |
| --------------------- | --------- | ----------------- | --------- |
| 5000 m snelwandelen   | 19.36,8   | 30 april 1989     | Barcelona |
| 10.000 m snelwandelen | 39.31,81  | 24 juni 1997      | Tarragona |
| 20.000 m snelwandelen | 1:25.37,8 | 14 september 1990 | Manaus    |

Weg
| Onderdeel          | Prestatie | Datum         | Plaats               |
| ------------------ | --------- | ------------- | -------------------- |
| 20 km snelwandelen | 1:19.25   | 6 juni 1992   | A Coruña             |
| 30 km snelwandelen | 2:07.58   | 28 maart 1993 | El Prat de Llobregat |
| 50 km snelwandelen | 3:38.43   | 20 maart 1994 | Ourense              |
| 1 uur snelwandelen | 14,367 m  | 1990          |                      |

Indoor
| Onderdeel           | Prestatie | Datum            | Plaats         |
| ------------------- | --------- | ---------------- | -------------- |
| 5000 m snelwandelen | 18.59,60  | 23 februari 1991 | Parijs (Bercy) |

## Palmares

### 5000 m snelwandelen
- 1991: 5e WK indoor - 19.08,79

### 10.000 m snelwandelen
- 1987:  EJK - 41.26,51
- 1988:  WJK - 41.33,95
- 1989:  EJK - 40.14,17

### 20 km snelwandelen
- 1990:  Ibero-Amerikaanse kampioenschappen - 1:25.37,8
- 1991: 10e Wereldbeker - 1:21.56
- 1991: 5e WK - 1:20.29
- 1993:  Wereldbeker - 1:24.32
- 1993:  WK - 1:22.31
- 1994:  EK - 1:20.33
- 1995:  WK - 1:20.23
- 1996: 20e OS - 1:24.14
- 1997: 19e Wereldbeker - 1:20.39
- 1998: 9e EK - 1:23.46

### 50 km snelwandelen
- 1996:  OS - 3:44.19
- 1999: 8e Wereldbeker - 3:45.29
- 1999: 4e WK - 3:51.55
- 2000: 4e OS - 3:46.01
- 2001: 6e WK - 3:48.28

1983: Ernesto Canto · 
1987: Maurizio Damilano · 
1991: Maurizio Damilano · 
1993: Valentí Massana · 
1995: Michele Didoni · 
1997: Daniel García · 
1999: Ilja Markov · 
2001: Roman Rasskazov · 
2003: Jefferson Pérez · 
2005: Jefferson Pérez · 
2007: Jefferson Pérez ·
2009: Valeri Bortsjin ·
2011: Valeri Bortsjin ·
2013: Aleksandr Ivanov ·
2015: Miguel Ángel López ·
2017: Éider Arévalo ·
2019: Toshikazu Yamanishi ·
2022: Toshikazu Yamanishi ·
2023: Álvaro Martín